# Ben Kempers
Ben Kempers (Rotterdam, 1947) is een voormalig Nederlands voetbalscheidsrechter die van 1986 tot 1989 in de Eredivisie floot. In 1990 stopte hij met fluiten na enkele beslissingen van de KNVB. Datzelfde jaar ging hij aan de slag als elftalleider bij Sparta Rotterdam.